# Salmincola jacutica
Salmincola jacutica is een eenoogkreeftjessoort uit de familie van de Lernaeopodidae. De wetenschappelijke naam van de soort is voor het eerst geldig gepubliceerd in 1950 door Markevich & Bauer.